# Outing
Outing eller at oute (oprindeligt  fra engelsk out (ud, ude)) er handlingen at afsløre andres kønsidentitet (ofte i relation til LGBT-personer) og/eller seksuelle orientering uden deres samtykke, måske endda før de er sprunget ud over for nogen. Det opleves sædvanligvis af den pågældende som et overgreb, fordi personen ikke får lov til at bestemme over sig selv og sin identitet, samt hvem der får den at vide.

## Etik
Det etiske aspekt i forhold til outing er meget omstridt, da det ofte kan have en negativ effekt på målets personlige liv eller karriere. Nogle LGBT-aktivister hævder, at homoseksuelle personer, der modsætter sig LGBT-rettigheder, ikke nyder ret til privatliv på grund af deres opfattede hykleri. I et forsøg på at undgå at blive udelukket, kan en offentlig LGBT-person beslutte sig for at komme ud offentligt først, selvom kontrol af betingelserne for, at ens LGBT-identitet afsløres kun er et af de mange motiver for at komme ud.[kilde mangler]

## Outing som psykisk vold
Flere studier nævner, at for LGBT+- personer, der ikke er åbne om deres kønsidentitet eller seksuelle orientering, kan truslen om at oute dem (dvs. at afsløre andres kønsidentitet og/eller seksuelle orientering uden deres samtykke), være nok til at afholde dem fra at søge hjælp og forlade det voldelige forhold. Også selv om personen, der udøver vold, ikke bruger outing som en trussel, kan frygten for omgivelsernes reaktion, få voldsramte LGBT+-personer til at holde parforholdet og dermed også volden hemmelig. Frygten kan handle om afvisning og tab af familie og socialt netværk, som samtidig kan være en vigtig ressource, følelsesmæssigt såvel som praktisk og økonomisk, når voldsramte personer bryder med den voldelige partner. Dette kan udgøre en stor risiko i og med, at personer, der er udsat for partnervold og samtidig er marginaliseret, ofte vil forsøge at få hjælp fra deres netværk.

## Outing som politisk greb
Outing ses også i en politisk kontekst, enten for at instrumentalisere homofobi for at miskreditere politiske modstandere eller for at bekæmpe homofobi og heteroseksisme ved at afsløre, at en fremtrædende eller respekteret person er homoseksuel. Eksempler på outing i historien omfatter Krupp-sagen, Eulenburg-sagen og Röhm-skandalen.[kilde mangler]

### Danske eksempler
I dansk politik er der også eksempler på outing. I 1996 blev de to danske sundhedsministre Yvonne Herløv Andersen og Torben Lund beskyldt for at deres seksuelle orientering havde styret deres AIDS-politik. Det var Sundhedsstyrelsens tidligere medicinaldirektør Palle Juul-Jensen, der kom med denne beskyldning og dermed outede dem overfor offentligheden.

## Outing i militæret
Verdens militære styrker har forskellige tilgange til hvervning af homoseksuelle og biseksuelle personer. Nogle har åbne politikker, andre forbyder, og nogle er tvetydige. De væbnede styrker i de fleste i-lande har nu fjernet politikker, der udelukker ikke-heteroseksuelle personer (med strenge politikker om seksuel chikane).[kilde mangler]
Nationer, der tillader homoseksuelle at tjene åbent i militæret, omfatter 3 af de 5 permanente medlemmer af FN's Sikkerhedsråd (USA, Storbritannien og Frankrig), Republikken Kina (Taiwan), Australien, Israel, Argentina og hele NATO medlemmer undtagen Tyrkiet.
I Storbritannien har forsvarsministeriets politik siden år 2000 været at tillade homoseksuelle mænd, lesbiske og transkønnede at tjene åbent, og diskrimination på grundlag af seksuel orientering er forbudt. Det er også forbudt for nogen at presse LGBT-personer til at komme ud.

## Terminologi
Det er svært at udpege den første brug af outing i moderne forstand. I et nummer af Harper's fra 1982 forudsagde Taylor Branch, at "outage" ville blive en politisk taktik, hvor LGBT-personen, der ikke er sprunget ud ville finde sig selv i en krydsild. Artiklen "Forcing Gays Out of the Closet" af William A. Henry III in Time (29. januar 1990) introducerede udtrykket "outing" til den brede offentlighed.

## Rådgivning og support
Personer der har været udsat for outing og har brug for nogle at snakke med, kan tage fat i LBGT+ Danmark, der yder LBGT+ rådgivning, som er for alle, der har spørgsmål om køn, krop eller seksualitet og ønsker at vende dem med nogen i et fortroligt rum.